# Yelena Fanáilova
Yelena o Elena Nikoláyevna Fanáilova (ruso: Еле́на Никола́евна Фана́йлова; nacida el 19 de diciembre de 1962) es una poeta rusa.
Nació en Vorónezh y se graduó en el Instituto médico de Vorónezh. Se licenció también en periodismo en la Universidad estatal de Vorónezh. Trabajó seis años como médica en el Hospital regional de Vorónezh. En 1995 se hizo corresponsal para Radio Svoboda y desde los fines de los noventa vive y trabaja en Moscú. Ha contribuido versos y reseñas literarias a la revista Znamya, la Revista literaria nueva, Masa crítica, el Diario de Mitia y otras publicaciones. También ha traducido la poesía de Serhiy Zhadán del ucraniano. Recibió el Premio Andréi Bely en 1999 y el premio «Cuenta de Moscú» en 2003. 
Según ciertos críticos, su poesía se caracteriza por una mirada severa y lenguaje preciso. En los 1990-2000, su poesía se convirtió en un fenómeno destacado de la nueva realidad literaria de Rusia debido al interés de la poeta por los temas ciudadanos, el problema de la memoria histórica personal y la percepción personal del individuo en el contexto histórico.

## Obras
- El viaje (Путешествие), 1994.
- Muy cínico (С особым цинизмом), 2000.
- Transilvania perturba (Трансильвания беспокоит), 2002.
- Versión rusa (Русская версия), 2005. (Book and CD)
- Trajes negros (Чёрные костюмы), 2008.